# Château de Klein Zastrow
 (juin 2023).
Si vous disposez d'ouvrages ou d'articles de référence ou si vous connaissez des sites web de qualité traitant du thème abordé ici, merci de compléter l'article en donnant les références utiles à sa vérifiabilité et en les liant à la section « Notes et références ».
Le château de Klein Zastrow est un petit château de style néoclassique construit en 1892 sur les terres du village du même nom, près de Dersekow (en Poméranie occidentale). 

## Historique
Les terres de Klein Zastrow appartiennent à la famille von Blixen, jusqu'en 1848, lorsqu'elles sont vendues à la famille von Weißenborn qui fait construire le manoir actuel. Celui-ci est acquis en 1928 par Ernst Rudolf von Wahl. La famille en est expulsée en 1945 et le château est transformé en école, jusqu'en 1997. Après de longues années d'abandon, il est restauré.